# 左錫嘉
左錫嘉（?—?），字婉芬，一字小雲，晚號冰如，陽湖（江蘇常州）人。
左昂之女，左錫蕙與左錫璇之妹，排行第六。道光十年十二月二十五日，生于阳湖（今江苏常州市）。姐妹皆以能繪畫而聞名。後嫁吉安知府贈太僕寺卿曾詠為繼室，累年添丁，育有三子五女。工繡譜，善畫花卉，宗法惲壽平。咸豐年間，太平天國興軍，其夫病逝於江西，當時左錫嘉年僅三十一歲。左錫嘉扶柩歸葬，遂攜子遷居成都。孀居後易署冰如，晚年以賣畫為生。光绪二十二年（1896年）卒，终年六十六歲。有《浣香小草》、《吟云集》、《卷葹吟》、《冷吟集》等。